# 5 R
Regra dos Cinco Rs, também conhecida como 5 R  ou Cinco Erres, é uma recomendação de estilo de vida ecológico, popularizada por Béa Johnson, com o objetivo de minimizar o impacto dos resíduos humanos. Os cinco pontos desse estilo de vida são:
1. recusar todos os produtos de uso único e favorecer compras sem desperdício (como a granel);
2. reduzir o consumo de mercadorias;
3. reutilizar (reparar) tudo o que puder;
4. reciclar qualquer coisa que não possa ser reutilizada;
5. compostagem todos os resíduos orgânicos (rot em inglês).

Essas dicas são aplicadas, em particular, no conceito de desperdício zero, que visa minimizar a quantidade de resíduos produzidos. Esta lista é ordenada de modo que a reciclagem não é mais apresentada como o primeiro reflexo ecológico a alcançar, mas a última solução a ser considerada após pensar em recusar o objeto e depois de considerar sua reutilização.